# António Leite (Fechter)
António Correia de Sá Pinto Leite (* 21. August 1899 in Twickenham, Vereinigtes Königreich; † 26. April 1958 in Lissabon) war ein portugiesischer Fechter.

## Karriere
Leite nahm 1924 an den Olympischen Spielen in Paris teil. Mit der portugiesischen Degenmannschaft erreichte er den vierten Platz.